# 狱塔
狱塔（Käfigturm）是瑞士伯尔尼的一座中世纪塔楼。它是联合国教科文组织世界文化遗产伯尔尼老城的一部分，并列入瑞士国家和区域重要文化财产名录。

## 历史

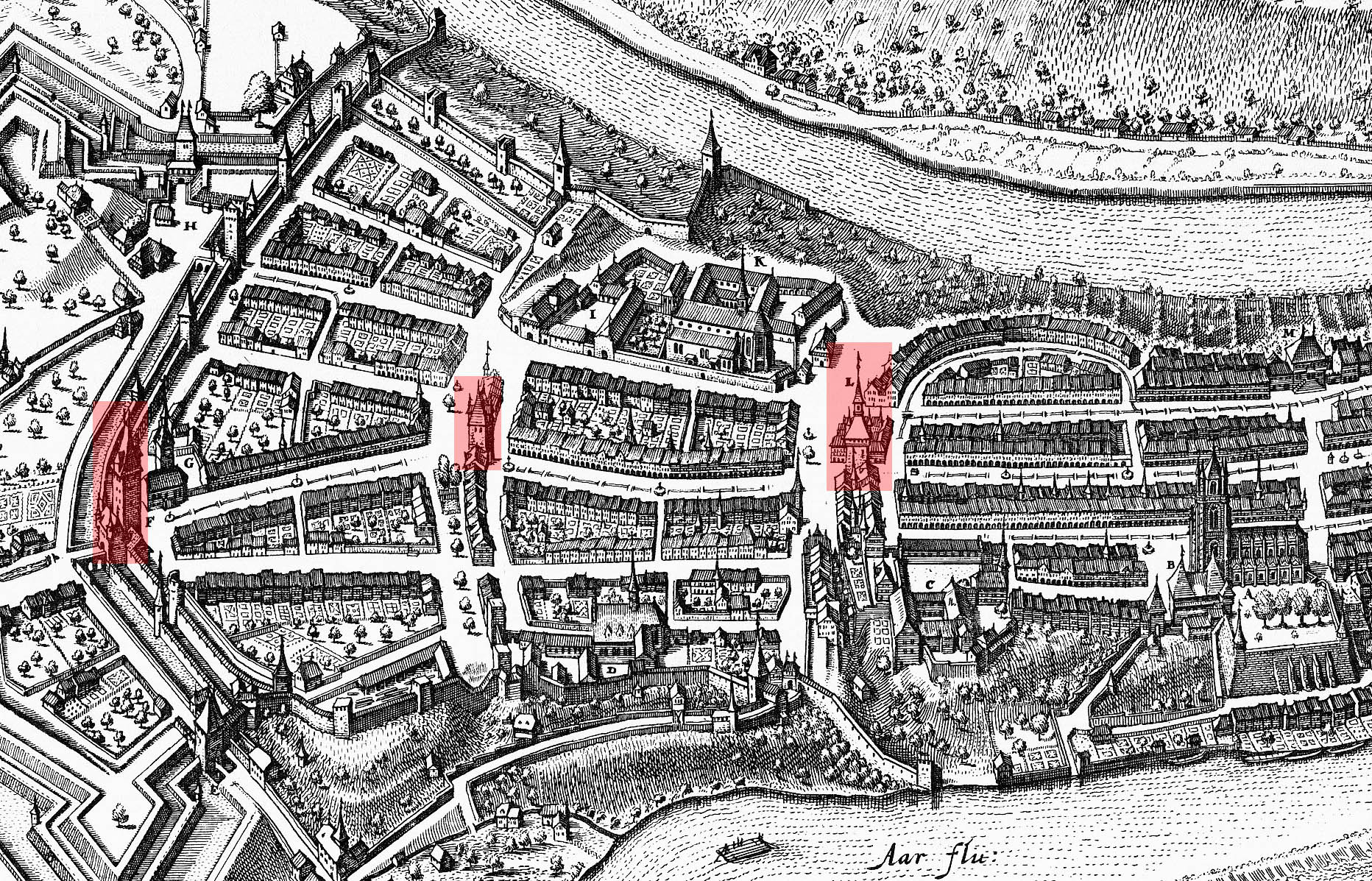

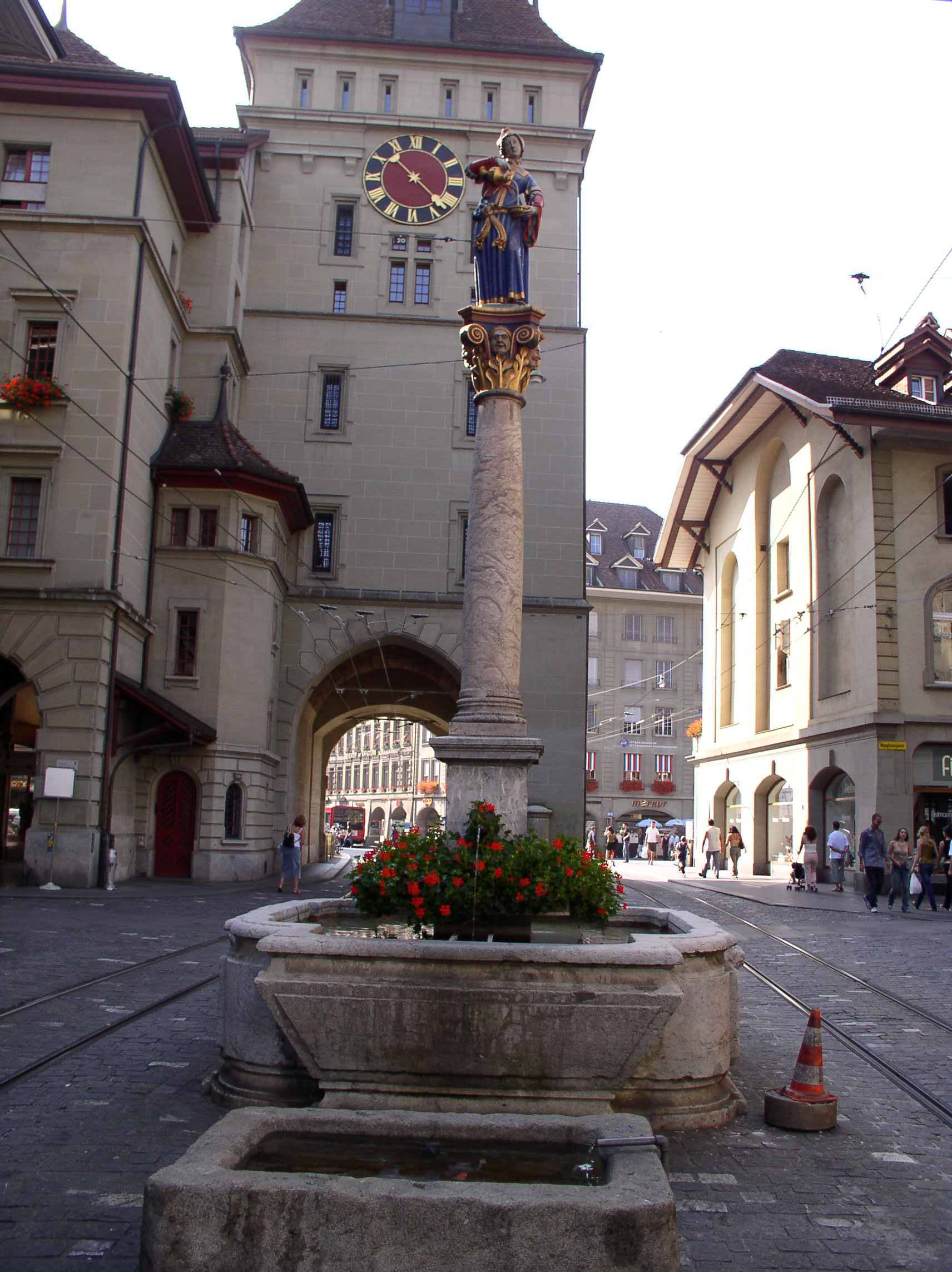

该塔最早建于1256年，伯尔尼第二次扩展期间。此时距伯尔尼建城，修建第一道城墙约有70年。狱塔就是第二道城墙的警卫塔，类似于第一道城墙的时钟塔。1345年城市第三次扩张后，塔楼成为第二道防线。这是一个空心正方形塔。。
1405年火灾后，该市的监狱迁移至此。1640年拆除重建。目前作为政治论坛的一个会议地点。

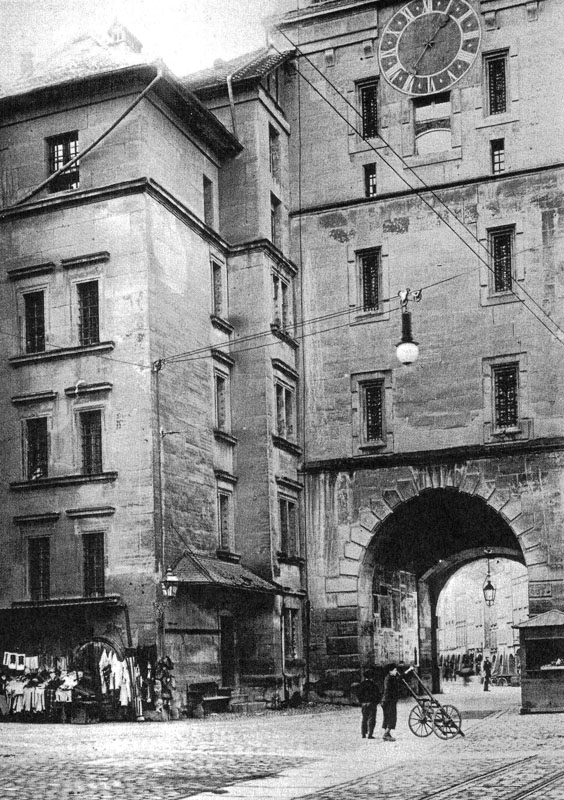

该塔为正方形，边长9.8米（32英尺）。塔门宽5米（16英尺），壁厚2.5米（8.2英尺）。屋顶底部高23.2米（76英尺），塔顶高49米（161英尺）米。